# Bistra (Alba)
Bistra (Alba) é uma comuna romena localizada no distrito de Alba, na região histórica da Transilvânia. A comuna possui uma área de 118.38 km² e sua população era de 5079 habitantes segundo o censo de 2007.